# Kryštof Švehlík
Kryštof Švehlík (* 8. června 2004 Uherský Brod) je český herec.
S rodinou Aloise Švehlíka je vzdáleně příbuzný.

## Kariéra
V rodině mají ochotnickou tradici; dokončuje studium činoherního herectví na hudebně-dramatickém oddělení Pražské konzervatoře. Účinkoval v televizní pohádce Největší dar a v epizodních rolích několika seriálů. Jeho doposud největší role je Johnny v seriálu Sex O'clock. Hostuje v Divadle Na Fidlovačce a v Divadle Josefa Kajetána Tyla v Plzni.

## Zájmy
Hraje na klavír a věnuje se recitaci.